# Будівельник (Первомайськ)
Будівельник — радянський футбольний клуб з Первомайська. Заснований не пізніше 1969 року.

## Хронологія назв
- 19??—19??: «Будівельник» (Первомайськ)
- 19??—1995: «Меркурій» (Первомайськ)
- 1995—...: СК «Первомайськ»

## Історія
Футбольна команда «Будівельник» була заснована в місті Первомайськ. На початковому етапі власної історії виступала в чемпіонаті та кубку Миколаївської області. В 1968 році команда виграла першість Миколаївської області і завдяки цьому у 1969 році стартувала в українській зоні Класу «Б» чемпіонату СРСР. 
Після проголошення Україною незалежності клуб змінив свою назву на «Меркурій» (Первомайськ) та дебютував в аматорському чемпіонаті України. Влітку 1995 року змінив назву на СК «Первомайськ», а згодом знявся з аматорського чемпіонату України. У сезоні 1997/98 років знову стартував в аматорському чемпіонаті України, в якому виступав до 2000 року. Потім продовжив виступи в чемпіонаті та кубку Миколаївської області.

## Досягнення
- У другій лізі СРСР — 15 місце (в зональному турнірі УРСР класу «Б» — 1969 рік).

- Аматорський чемпіонат України (6-а група)
  -  Бронзовий призер (1): 1994/95

- Чемпіонат Миколаївської області
  -  Чемпіон (1): 1995